# Mohammed al-Guerbouzi
Mohammed al-Guerbouzi, alias Abou Issa, est un britanno-marocain né le 2 septembre 1957 à Larache, accusé par la justice marocaine d'être un terroriste islamiste impliqué dans les attentats du 16 mai 2003 à Casablanca, et condamné par contumace à ce titre, accusations qu'il dément. Son nom a été passagèrement cité, avant rétractation, par la presse britannique dans le cadre d'autres attentats. Il vit depuis les années 1980 au nord-ouest de Londres et a obtenu la nationalité britannique, avec sa femme et ses six enfants.

## Accusations et démentis
Il aurait été l'un des chefs du Groupe islamique combattant marocain (GICM), auquel sont imputés les attentats du 16 mai 2003 à Casablanca (Maroc), pour lesquels il a été condamné par contumace à vingt ans de prison. Mohammed al-Guerbouzi attribue ces accusations à « son attitude critique envers le gouvernement marocain et des démêlés avec une personne haut placée ». Son appartenance au GICM, dont il serait l'un des cofondateurs à l'occasion de séjours en Afghanistan, est datée selon les sources de 1993, 1998 ou encore de 2003. 
Son nom a été cité lors des attentats du 11 mars 2004 à Madrid. Par la suite, de nombreux journaux ont annoncé son implication dans les attentats du 7 juillet 2005 à Londres, rumeur aussitôt jugées  peu crédibles par de nombreux spécialistes faisant part de leur scepticisme et qualifiée de « spéculation » par la police britannique. Le 10 juillet 2005, il déclare sur Al Jazeera ne pas être en fuite, affirmant :

« Les autorités britanniques savent parfaitement où je me trouve. Je démens formellement les accusations de la presse concernant mon implication dans des actes de terrorisme à Londres ou à Madrid. Il s'agit de fausses accusations répandues par les autorités marocaines. »

Quatre médias britanniques, The Sunday Herald, The People, Sunday Mirror et BBC News, s'excusent par la suite des accusations portées contre lui, tant pour les rumeurs selon lesquelles il aurait été en fuite, que pour les accusations jugées faites à tort concernant sa participation aux attentats anglais, espagnols ou marocains, et pour lesquels il n'existe aucune preuve selon BBC News,,,.

## Demande d'extradition
Une demande d'extradition est formulée par le Maroc depuis 2003, mais les autorités britanniques s'y refusent, selon Yabiladi en 2008 en raison de l'application de la peine de mort au Maroc, ou en raison de preuves insuffisantes selon The Weekly Standard citant en 2007 Aujourd'hui le Maroc ou encore, pour un mélange de ces deux raisons et par crainte de représailles d'Al-Qaïda selon La Vie éco en 2004.